# Pour un collier de perles
Pour plus de détails, voir Fiche technique et Distribution.
Pour un collier de perles (Folly of Vanity) est un film américain réalisé par Henry Otto et Maurice Elvey, sorti en 1924.

## Fiche technique
- Titre : Pour un collier de perles
- Titre original : Folly of Vanity
- Réalisation : Henry Otto, Maurice Elvey
- Scénario : Edfrid A. Bingham, d'après une histoire de Charles Darnton
- Société de production : Fox Film Corporation
- Pays de production :  États-Unis
- Langue originale : anglais
- Format : noir et blanc - 35 mm - 1,33:1 — Film muet
- Genre : drame
- Durée : 60 minutes
- Date de sortie :
  - États-Unis : 21 décembre 1924

## Distribution
- Billie Dove : Alice
- Jack Mulhall : Robert
- Betty Blythe : Mme. Ridgeway
- John Sainpolis : Ridgeway
- Fred Becker : le banquier
- Byron Munson : le vieux Johnny
- Edna Mae Cooper : la vamp russe
- Fronzie Gunn : le Scandinave
- Marcella Daly : la Française
- Lotus Thompson : le chercheur d'or blond
- Consuelo : Thetis
- Jean La Motte : Lorelei
- Bob Klein : Neptune
- Ena Gregory : la sirène
- Lola Drovnar : la sorcière
- Paul Weigel : le vieux Roué
- Otto Matiesen : le Français
- Al Mazzola (non crédité)